# Stuttgart Electronic Music Festival
Das SEMF, kurz für Stuttgart Electronic Music Festival, war eine jährlich stattfindende Veranstaltung der elektronischen Musik in der baden-württembergischen Landeshauptstadt Stuttgart. Veranstaltet wurde das Festival seit 2006, Ort der Veranstaltung war seit 2011 die Neue Messe Stuttgart. Zum größten Indoor-Festival Süddeutschlands kamen 2019 mehr als 18.000 Besucher.

## Geschichte
Das Festival fand zum ersten Mal vom 23. bis 25. Juni 2006, damals unter dem Namen Stuttgart Electronic MusicMedia Festival, im Club „Rocker 33“ in Stuttgart statt. 2007 fand das Festival nicht statt.
Im Jahr 2009 sollte das Event am 31. Dezember als Silvester Special zuerst in der Carl Benz Arena stattfinden, bevor die Veranstalter auf das „Nil – Café am See“ im Stuttgarter Schlossgarten auswichen. Grund dafür waren Genehmigungsverfahren in Zusammenhang mit dem Ausschank. Seit 2011 findet das Festival auf dem Gelände der Neuen Messe Stuttgart statt und ist somit eigenen Angaben zufolge das größte Indoor-Festival Süddeutschlands.
Zwischen 2020 und 2022 fand das Festival aufgrund der COVID-19-Pandemie nicht statt. Auch danach wurde keine Neuauflage des Festivals mehr angekündigt.

## Lineups
| Jahr | Acts | Datum                                              | Besucher                                           | Ort                                                |
| ---- | --- | -------------------------------------------------- | -------------------------------------------------- | -------------------------------------------------- |
| 2006 | Tobi Neumann, Thomilla, Northern Lite, DJ Friction, Namosh, The Jet Set, Justus Köhncke, Superpitcher, Audio Werner, Walter Lilly, Ali & Der Knarf, Edi Sauer & Jan Trismus, Mario Kober, Eric Electric, kriZe, Studio Meier (Daniel Schoengeist & Pascal Garuda) vs. Househalt (Eric Guse & N-Dee), Royal Two, Tee Kay, Masterfunk, Fuggy, Holy Avenue | 23. – 25. Juni 2006                                | 2.000                                              | Club „Rocker 33“, Stuttgart                        |
| 2007 | Nicht stattgefunden | Nicht stattgefunden                                | Nicht stattgefunden                                | Nicht stattgefunden                                |
| 2008 | Pupkulies & Rebecca, Booka Shade, DJ Karotte, Turntablerocker, Body Movin’, Gregor Tresher, Johnny D, Round Table Knights, Eric Walker, Daniel Schoengeist, kriZe, Salvatore Donnarumma, Joe Direct, Steve Nash, Ralph Burkhardt | 30. August 2008                                    | 3.500                                              | Freilichtbühne Killesberg & Alte Messe, Stuttgart  |
| 2009 | Daniel Benavente & Oliver Hauf, Daniel Schoengeist, Erasmus & Krieger, Eric Walker, Jackmate, kriZe, Magnus Mehl, Marco Marino, Mario Kober, Marius Lehnert, Moritz von Pein, Motor City Drum Ensemble, Pascal Garuda, Pauls Artists, R.O.O.D.Y, Simo Lorenz, Vladimir Corbin | 31. Dezember 2009                                  |                                                    | „Nil – Café am See“, Stuttgart                     |
| 2010 | Turntablerocker, Tiefschwarz, Chris Liebing, Moonbootica, Johannes Heil, Guti, Rework, Hans Thalau, Anna Gemina, Geoff Bell, Douqstrap, Kevin Pohl, Annéke Laurent, Tango Chop Suey feat. Magnus Mehl, Eric Walker, RAM, Markus Lehnert, Vladimir Corbin, Björn Scheuermann, kriZe, Axel Conradt, | 4. September 2010                                  | 4.000                                              | ESG-Eisstadion, Esslingen am Neckar                |
| 2011 | Booka Shade, Moonbootica, Modeselektor, Felix Kröcher, Miss Kittin, Uffie, Henrik Schwarz, Seth Troxler, Steve Bug, DJ Hell, Mathew Jonson, Johannes Heil, Laserkraft 3D, Matthias Tanzmann, Markus Kavka, Ezikiel, Nu, Pilocka Krach, Danny Faber, Britta Arnold, Anna Gemina, Casseopaya, Douqstrap, RAM, Alexander Maier, Marius Lehnert, Eric Walker, kriZe, Erasmus & Krieger, Los Pornos, The Therapists, Clubrockerz, Crackpots, Oliver Brünemann, Dominco Mazza, Mel Y, Jul! & Hanselito, Jan Blumingdale | 3. Dezember 2011                                   | 10.000                                             | Neue Messe Stuttgart                               |
| 2012 | Sven Väth, Chris Liebing, Adam Beyer, Moonbootica, Monika Kruse, Jamie Jones, Extrawelt, Anthony Rother, Karotte, Matthias Tanzmann, Mathias Kaden, Kollektiv Turmstrasse, André Galluzzi, Gregor Tresher, Format:B, Felix Kröcher, Make The Girl Dance, David Mayer, Pupkulies & Rebecca, Rework, Casseopaya, RAM, Donna J, Marius Lehnert, Brünemann & Mazza, Crackpots, Kernrausch & Pierre Remy, Alessio & Dominik, Jul!                                                                                      | 15. Dezember 2012                                  | 10.000                                             | Neue Messe Stuttgart                               |
| 2013 | Sven Väth, Luciano, Chris Liebing, Marcel Dettmann, Moonbootica, Lexy & K-Paul, Maya Jane Coles, Len Faki, Oliver Koletzki, Karotte, WestBam, Dominik Eulberg, Gregor Tresher, Klangkarussell, Gary Beck, Matador, &Me, Rampa & Re.You (RAR), Julien Bracht, Argy, Konstantin Sibold, Casseopaya, RAM, Crackpots, Raphael Dincsoy, Domencio Mazza & Oli Brünemann, Jul!, Kneer & Koegler | 14. Dezember 2013                                  | 17.000                                             | Neue Messe Stuttgart                               |
| 2014 | Fritz Kalkbrenner, Joseph Capriati, Adam Beyer, Monika Kruse, Moonbootica, Robin Schulz, AKA AKA feat. Thalstroem, Felix Kröcher, Rødhåd, Format:B, Oliver Schories, Marius Lehnert, Brian Sanhaji, Raphael Dincsoy, SHDW, Drumcell, Bunte Bummler, Chris Sonaxx, Kneer & Koegler, RAM, Jul!, Milyano, Domenico Mazza, Alyne, Dilen, Erkan Baran & Cello Nero, Initial Pattern, kriZe, Maliph, Nemelka & Noah Kwaku, Niklas Ibach, Ben Muetsch & Robin Seitter, Tanzburg                                          | 13. Dezember 2014                                  | 17.000                                             | Neue Messe Stuttgart                               |
| 2015 | Sven Väth, Chris Liebing, Tale Of Us, Len Faki, Lexy & K-Paul, Oliver Koletzki, Gestört aber geil, Moonbootica, Extrawelt, Recondite, Karotte, Dominik Eulberg, AKA AKA feat. Thalstroem, Klaudia Gawlas, Boris Brejcha, Felix Kröcher, Gregor Tresher, Niklas Ibach, Marius Lehner, Simo Lorenz, SHDW, RAM, Jul!, Peter Kneer & Chris Koegler, Rework, Anette Party, kriZe, Annéke Laurent, Annagemina, Tizian, Gomo Park, Tillmann Gatter, Maralotta                                                            | 12. Dezember 2015                                  | 17.500                                             | Neue Messe Stuttgart                               |
| 2016 | AKA AKA feat. Thalstroem, A.N.A.L., Anette Party, Borrowed Identity, Chopstick & Johnjon, Chris Liebing, Felix Jaehn, Fritz Kalkbrenner, Joseph Capriati, Junge Junge, Kerstin Eden, Klaudia Gawlas, Le Shuuk, Loco Dice, Niconé & Sascha Braemer, Pappenheimer, Sam Paganini, SHDW & Obscure Shape, Simo Lorenz, Stephan Hinz, Sven Väth | 10. Dezember 2016                                  | 12.000                                             | Neue Messe Stuttgart                               |
| 2017 | Sven Väth, Solomun, Nina Kraviz, Chris Liebing, Len Faki, Laurent Garnier, A.N.A.L., AKA AKA, Bebetta, Dominik Eulberg, Emanuel Satie, Karotte, Klaudia Gawlas, Konstantin Sibold & Leif Müller, Lexy & K-Paul, Moonbootica, Ninetoes, Pappenheimer, Recondite, SHDW & Obscure Shape, Township Rebellion, Victor Ruiz, Alexander Maier & Philipp Werner, Marius Lehnert & Saschko, Rework | 16. Dezember 2017                                  | 17.000                                             | Neue Messe Stuttgart                               |
| 2018 | Charlotte de Witte, Chris Liebing, Joseph Capriati, Len Faki, Maceo Plex, Matador, Paco Osuna, Pan-Pot, Sven Väth, AKA AKA, Butch, Dirty Doering & Niconé, Extrawelt, Felix Kröcher, Karotte, Klaudia Gawlas, Lexy & K-Paul, Marius Lehnert, Pappenheimer, SHDW & Obscure Shape, Township Rebellion | 8. Dezember 2018                                   | 15.000                                             | Neue Messe Stuttgart                               |
| 2019 | Sven Väth, Amelie Lens, Chris Liebing, Monika Kruse, Deborah De Luca, Neelix, Reinier Zonneveld, AKA AKA, ANNA, Artbat, Dominik Eulberg, Edenheimer, Karotte, KlangKuenstler, Kobosil, Konstantin Sibold, Kevin de Vries, Marius Lehnert, Moonbootica, Oliver Koletzki, SHDW & Obscure Shape, Township Rebellion | 14. Dezember 2019                                  | 18.000                                             | Neue Messe Stuttgart                               |
| 2020 | Nicht stattgefunden aufgrund der COVID-19-Pandemie | Nicht stattgefunden aufgrund der COVID-19-Pandemie | Nicht stattgefunden aufgrund der COVID-19-Pandemie | Nicht stattgefunden aufgrund der COVID-19-Pandemie |
| 2021 | Nicht stattgefunden aufgrund der COVID-19-Pandemie | Nicht stattgefunden aufgrund der COVID-19-Pandemie | Nicht stattgefunden aufgrund der COVID-19-Pandemie | Nicht stattgefunden aufgrund der COVID-19-Pandemie |
| 2022 | Nicht stattgefunden aufgrund der COVID-19-Pandemie | Nicht stattgefunden aufgrund der COVID-19-Pandemie | Nicht stattgefunden aufgrund der COVID-19-Pandemie | Nicht stattgefunden aufgrund der COVID-19-Pandemie |